# Sân bay quốc tế Sultan Syarif Qasim II
Sân bay quốc tế Sultan Syarif Qasim II, tên giao dịch quốc tế Sultan Syarif Qasim II International Airport, (IATA: PKU, ICAO: WIBB) là một sân bay quốc tế phục vụ thành phố Pekanbaru, Riau, Indonesia. Tên sân bay thường được gọi tắt là SSQ II, SSQ hay Sultan Syarif Kasim II International Airport (SSK II), và trước đây gọi là Simpang Tiga Airport.

## Các hãng hàng không và các điểm đến
- AirAsia
  - Indonesia AirAsia (Jakarta, Kuala Lumpur (từ 30.03.08)
- Garuda Indonesia (Jakarta, Singapore)
- Merpati Nusantara Airlines (Jakarta, Medan)
- Riau Airlines (Malacca)